# HMS Britannia (1820)
HMS Britannia (Корабль Её Величества «Британия») — учебное судно, 120-пушечный корабль 1 ранга. Заложен в 1813 году на Королевской верфи в Девонпорте. Спущен на воду 20 октября 1820 года.

## История
Введён в эксплуатацию в 1823 году, нёс службу на Средиземном море с 1831 по 1841 годы. В 1843 году выведен в резерв. Продолжил службу во время Крымской войны в качестве флагманского корабля адмирала сэра Джеймса Уитни Дундаса, командующего британским флотом на Средиземном и Чёрном морях с 1851 по 1854 годы.
Вернулся в Англию в начале 1855 года и в том же году стал госпитальным судном в Портсмуте, затем учебным судном в 1859 году. В 1862 году переведён в Портленд, затем в Дартмут в 1863 году.
Разобран в 1869 году. На его место в Дартмуте встал HMS Prince of Wales, в свою очередь переименованный в «Британию».